# Temminck-partfutó
A Temminck-partfutó (Calidris temminckii) a madarak (Aves) osztályának lilealakúak (Charadriiformes) rendjébe, ezen belül a szalonkafélék (Scolopacidae) családjába tartozó faj.

## Rendszerezése
A fajt Johann Philipp Achilles Leisler német természettudós írta le 1812-ben, a Tringa  nembe Tringa Temminckii néven.  Egyes rendszertani munkák az Ereunetes nembe sorolják Ereunetes temminckii néven. Magyar és tudományos faji nevét Coenraad Jacob Temminck holland zoológusról kapta.

## Előfordulása
Skandináviában, Skóciában és  Ázsia északi részén fészkel. Ősszel délre vonul, eljut Afrika közepéig. Természetes élőhelyei a szubtrópusi és trópusi hegyi esőerdők. Állandó, nem vonuló faj.

### Kárpát-medencei előfordulása
Magyarországon rendszeres vendég, április-május és július-szeptember hónapokban.

## Megjelenése
Testhossza 13–15 centiméter, szárnyfesztávolsága 34–37 centiméteres, testtömege 15–36 gramm. Háta és melle hamuszürke, lába feketés-barna, a fiataloké sárgásszürke.

## Életmódja
Rovarokat, férgeket, rákokat és puhatestűeket keresgél a vízparton.

## Szaporodása
Fészkét júniusban, víz közelébe az alacsony növényzet közé rejti. Fészekalja 4 tojásból áll, melyen 21–22 napig kotlik. A fiókák 15–18 nap múlva tudnak repülni.
|  |

## Természetvédelmi helyzete
Az elterjedési területe rendkívül nagy, egyedszáma nagy. A Természetvédelmi Világszövetség Vörös listáján veszélyeztetett fajként szerepel. Magyarországon védett, természetvédelmi értéke 25 000 forint.